# Repsol
Repsol SA   (phát âm tiếng Tây Ban Nha: [repˈsol]) là một công ty năng lượng có trụ sở tại Madrid, Tây Ban Nha. Công ty thực hiện các hoạt động thượng nguồn và hạ nguồn trong ngành dầu khí trên toàn thế giới. Repsol có hơn 24.000 nhân viên trên toàn thế giới. Nó được tích hợp theo chiều dọc và hoạt động trong tất cả các lĩnh vực của ngành dầu khí, bao gồm thăm dò và sản xuất, tinh chế, phân phối và tiếp thị, hóa dầu, sản xuất và kinh doanh điện.

## Lịch sử

### Campsa và Repesa
Năm 1927 CAMPSA (Compañía Arrendataria del Monopolio de Petróleos SA), đứng đầu là Miguel Primo de Rivera y Orbaneja, được thành lập với mục tiêu quản lý các nhượng bộ trong việc trao quyền độc quyền nhà nước cho các công ty dầu khí. Ban đầu công ty được sắp xếp để nhà nước có cổ phần thiểu số. Sự sáng tạo của CAMPSA đã tăng cường sự tiến bộ của ngành công nghiệp lọc dầu Tây Ban Nha.
Năm 1941, chính phủ Tây Ban Nha dưới thời Francisco Franco đã thành lập National Industry Institute - INI (Viện Công nghiệp Quốc gia), nhằm tài trợ và thúc đẩy các ngành công nghiệp Tây Ban Nha. INI đã hỗ trợ CAMPSA trong chuyến thám hiểm Tudanca, Cantabria, một khoảnh khắc hoành tráng trong hành trình khám phá Tây Ban Nha trên Bán đảo Iberia. Năm 1947 đánh dấu sự kết thúc hợp đồng 20 năm giữa nhà nước Tây Ban Nha và CAMPSA, phân cấp dịch vụ đồng thời trao quyền cụ thể cho nhà nước để can thiệp vào các vấn đề của công ty, trừ phân phối và thương mại hóa, vốn chỉ dành riêng cho CAMPSA.
Năm 1948, REPESA (Refinería de Petróleos de Escombreras SA) được thành lập để lắp đặt một nhà máy lọc dầu tại Thung lũng Escombreras (Cartagena).
'REPESA trở thành biểu tượng của sự hợp nhất công nghiệp ngày càng tăng trong lĩnh vực lọc dầu, khi nó đảm nhận việc sản xuất và tiếp thị xăng, dầu và dầu nhờn dưới thương hiệu riêng của mình.' Ngay từ đầu, Repsol là "thương hiệu ngôi sao" REPESA của dầu khí  là một thương hiệu sản phẩm REPESA.